# Ierland op het Eurovisiesongfestival
Ierland doet sinds 1965 mee aan het Eurovisiesongfestival. Het land heeft tot nu toe 58 keer aan het liedjesfestijn deelgenomen. Met zeven eindzeges is het samen met Zweden recordhouder aller tijden.

## De balans

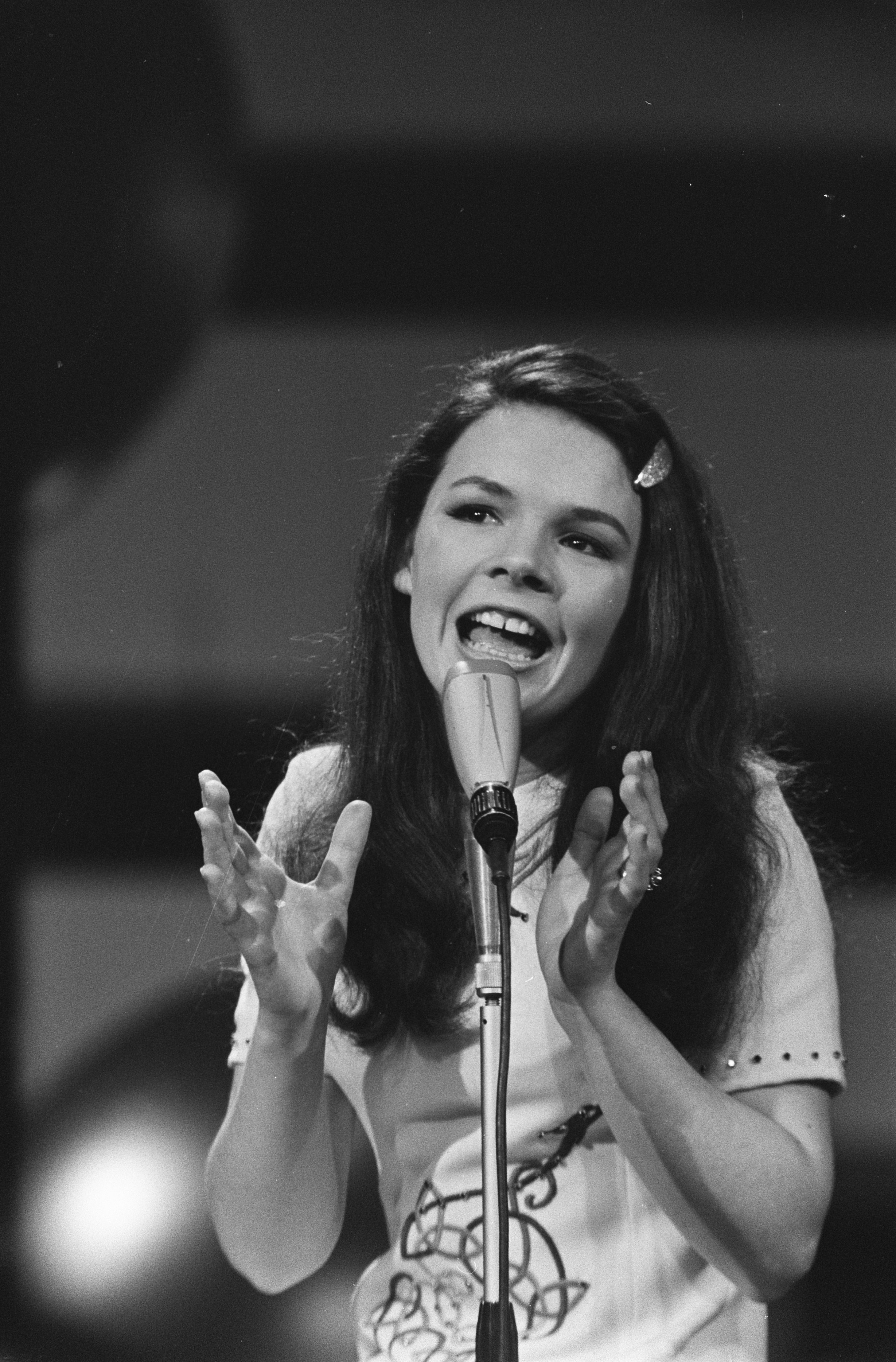
Dana zorgde in 1970 voor de eerste Ierse overwinning met All kinds of everything

Qua aantal overwinningen is Ierland samen met Zweden het succesvolste land in de geschiedenis van het Eurovisiesongfestival. Beide landen wonnen het festival reeds zeven keer. Daarachter komen Luxemburg, Frankrijk, Nederland en het Verenigd Koninkrijk met elk vijf overwinningen. Ierland eindigde hiernaast ook nog viermaal op de tweede plaats.
De zeven Ierse zeges:
- 1970: Dana - All kinds of everything
- 1980: Johnny Logan - What's another year
- 1987: Johnny Logan - Hold me now
- 1992: Linda Martin - Why me?
- 1993: Niamh Kavanagh - In your eyes
- 1994: Paul Harrington & Charlie McGettigan - Rock 'n' roll kids
- 1996: Eimear Quinn - The voice

Johnny Logan is samen met de Zweedse Loreen de enige uitvoerende artiest die het Eurovisiesongfestival tweemaal wist te winnen. Als schrijver van het lied Why me zegevierde hij in 1992 zelfs nogmaals.
In de jaren negentig zette Ierland een absoluut unicum neer door in vijf jaar tijd viermaal het songfestival te winnen. Tussen 1992 en 1994 sleepten de Ieren drie overwinningen op rij in de wacht, iets wat geen enkel ander land tot nog toe is gelukt.
Viermaal eindigde Ierland op de laatste plaats. Dit gebeurde voor het eerst in 2007 met de groep Dervish, in 2013 met Ryan Dolan, nogmaals in 2019 (in de halve finale) met Sarah McTernan en in 2021 met Lesley Roy (ook in de halve finale).

## Het Eurovisiesongfestival op Ierse bodem

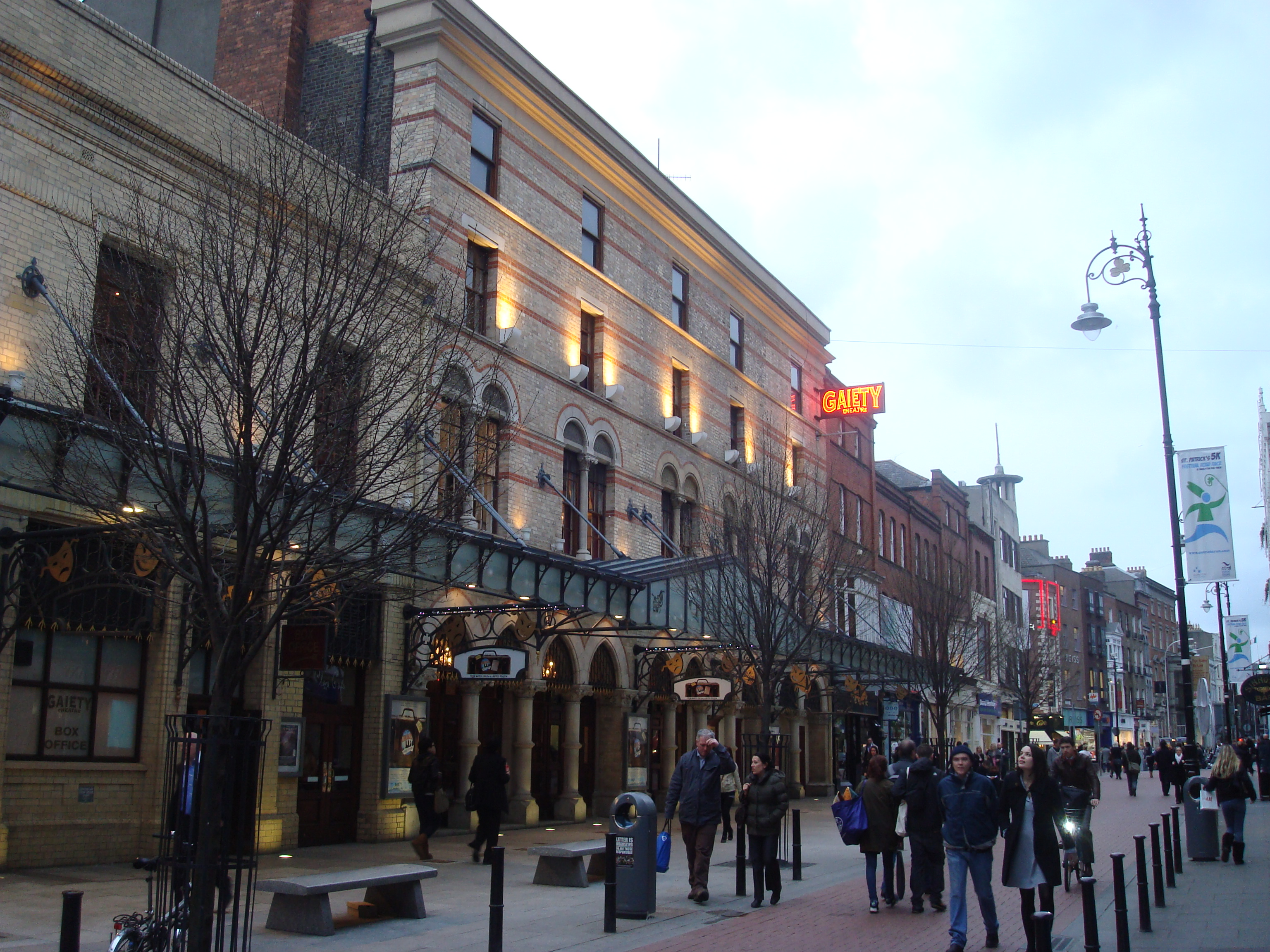
Het Gaiety Theatre in Dublin vormde het decor van het Eurovisiesongfestival 1971

Als gevolg van de zeven overwinningen heeft Ierland ook zeven keer het songfestival georganiseerd. Slechts het Verenigd Koninkrijk organiseerde het songfestival nog vaker, namelijk negen keer.
- 1971: Gaiety Theatre, Dublin
  - Presentatie: Bernadette Ní Ghallchóir
- 1981: Simmonscourt Pavilion, Dublin
  - Presentatie: Doireann Ní Bhríain
- 1988: Simmonscourt Pavilion, Dublin
  - Presentatie: Pat Kenny en Michelle Rocca
- 1993: Green Glens Arena, Millstreet
  - Presentatie: Fionnuala Sweeney
- 1994: Point Theatre, Dublin
  - Presentatie: Cynthia ní Mhurchú en Gerry Ryan
- 1995: Point Theatre, Dublin
  - Presentatie: Mary Kennedy
- 1997: Point Theatre, Dublin
  - Presentatie: Carrie Crowley en Ronan Keating

De hoofdstad Dublin ontving het Eurovisiesongfestival zesmaal, vaker dan elke andere stad. Het Point Theatre vormde driemaal het decor, vaker dan elke andere locatie.
In 1993 vond het songfestival plaats in het dorp Millstreet, in het zuiden van Ierland. Met circa 1500 inwoners is het de kleinste plaats waar ooit een songfestival werd georganiseerd.

## Songfestivals zonder Ierland
Sinds het debuut van Ierland in 1965, heeft het land praktisch altijd meegedaan aan het Eurovisiesongfestival. Slechts tweemaal was Ierland sindsdien nog afwezig. In 1983 werd er van deelname afgezien vanwege financiële problemen en stakingen bij de nationale omroep RTÉ. In 2002 moest Ierland, conform de destijds geldende regels, gedwongen thuisblijven vanwege een te lage klassering in het jaar ervoor. Sinds in 2004 de halve finale werd ingevoerd, kan ieder land elk jaar deelnemen.

## Taal
Ierland, dat naast het Iers ook het Engels als hoofdtaal kent, heeft vrijwel altijd Engelstalige inzendingen naar het songfestival gestuurd. In de periode dat het voor de deelnemende landen verplicht was om in de eigen taal te zingen, hadden de Ieren hiermee jarenlang een taalvoordeel ten opzichte van andere deelnemende landen, aangezien het Engels een internationale taal is die vrijwel overal in Europa begrepen wordt. De enige inzending die niet in het Engels werd vertolkt, was het Ierse Ceol on ghrá van Sandie Jones uit 1972. Het werd geen succes; de 15de plaats bleef jarenlang het slechtste Ierse resultaat op het songfestival. Sinds in 1999 de vrije taalregel op het songfestival werd ingevoerd, kiezen de meeste landen ervoor om ook in het Engels te zingen, waarmee het taalvoordeel van Ierland is weggevallen.

## Jaren 60 en 70

### Debuut

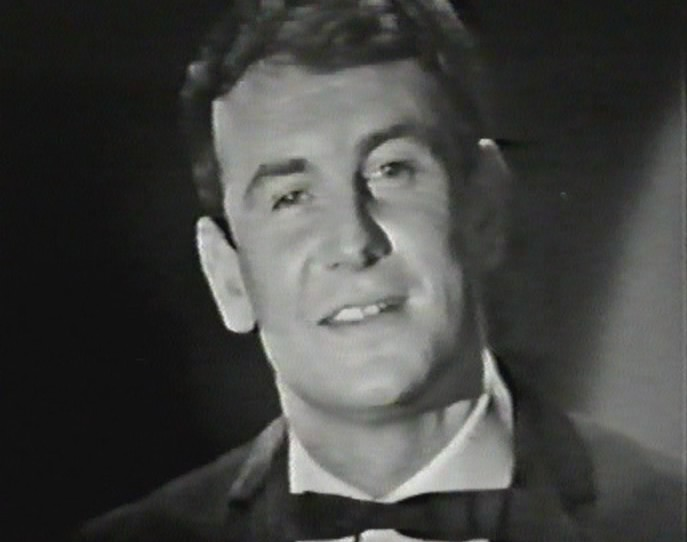
Butch Moore met I'm walking the streets in the rain was in 1965 de eerste Ierse inzending voor het Eurovisiesongfestival

Het debuut van Ierland op het Eurovisiesongfestival kwam relatief laat. Waar vrijwel alle West-Europese landen al in de jaren vijftig debuteerden, waren de Ieren pas bij de tiende editie in 1965 voor het eerst van de partij. De eerste artiest die werd afgevaardigd, was de in Ierland bekende zanger Butch Moore, die bij de nationale voorronde als winnaar uit de bus was gekomen. Met zijn ballade I'm walking the streets in the rain eindigde hij in Napels op de zesde plaats en zorgde daarmee voor een verdienstelijk resultaat.
Bij de tweede deelname in 1966, en in de jaren direct daarna, bleef Ierland goed scoren; het land eindigde bij de eerste zes deelnames telkens in de top 10. In 1967 sleepte Sean Dunphy zelfs een tweede plaats in de wacht. Hij eindigde weliswaar op grote achterstand van de Britse winnares Sandie Shaw, maar zette Ierland op het Eurovisiesongfestival wel definitief op de kaart.

### Dana
In 1970 stuurde Ierland de destijds 18-jarige zangeres Dana Scallon naar het songfestival, dat gehouden werd in Amsterdam. De afvaardiging was controversieel, aangezien Dana uit Noord-Ierland kwam. Het feit dat Ierland door een Noord-Ierse zangeres vertegenwoordigd werd, lag ten tijde van de politieke onrust in Noord-Ierland zeer gevoelig bij verschillende groepen. Desondanks trad Dana gewoon voor Ierland aan, en met succes. Haar lied All kinds of everything kreeg de meeste punten en versloeg bij de puntentelling zelfs de Britse topfavoriete Mary Hopkin. Het betekende de eerste Ierse overwinning op het Eurovisiesongfestival, en het lied groeide uit tot een wereldhit.
Als gevolg van de zege mocht Ierland in 1971 het songfestival organiseren. Het gastland werd vertegenwoordigd door Angela Farrell, maar kon het succes van een jaar eerder bij lange na niet evenaren: Farrell strandde op de elfde plaats. Een jaar later zond Ierland voor het eerst (en tot nog toe ook voor het laatst) een Ierstalig lied naar het songfestival, maar met een vijftiende plaats volgde wederom een zeer matig resultaat.  
Tijdens het songfestival van 1973 ontstond er binnen de Ierse delegatie een conflict. Zangeres Maxi was namens de Ieren naar Luxemburg gestuurd, maar zij was het niet eens met tussentijdse veranderingen in het arrangement van haar lied Do I dream. De zangeres legde meerdere malen haar repetities stil en dreigde zich uiteindelijk terug te trekken. In alle haast werd zangeres Tina Reynolds hierop naar Luxemburg gehaald om Maxi te vervangen, maar uiteindelijk bleek dit niet nodig; Maxi trad alsnog aan en eindigde op de tiende plaats. Tina Reynolds kwam een jaar later voor Ierland uit, en werd zevende met het lied Cross your heart.
In 1975 eindigde Ierland wederom in de top 10: het duo The Swarbriggs, bestaande uit de broers Tommy en Jimmy Swarbrigg, sleepte met That's what friends are for een negende plaats in de wacht. In 1977 keerde de groep terug, maar nu als kwartet. Aangevuld met de zangeressen Nicola Kerr en Alma Carroll, en onder de naam The Swarbriggs Plus Two, schonken zij Ierland een groot succes door op de derde plaats te eindigen met It's nice to be in love again. Het verschil met de Franse winnares Marie Myriam bedroeg 15 punten.
In 1978 en 1979 presteerden de Ieren met tweemaal een vijfde plaats ook zeer goed.

## Jaren 80

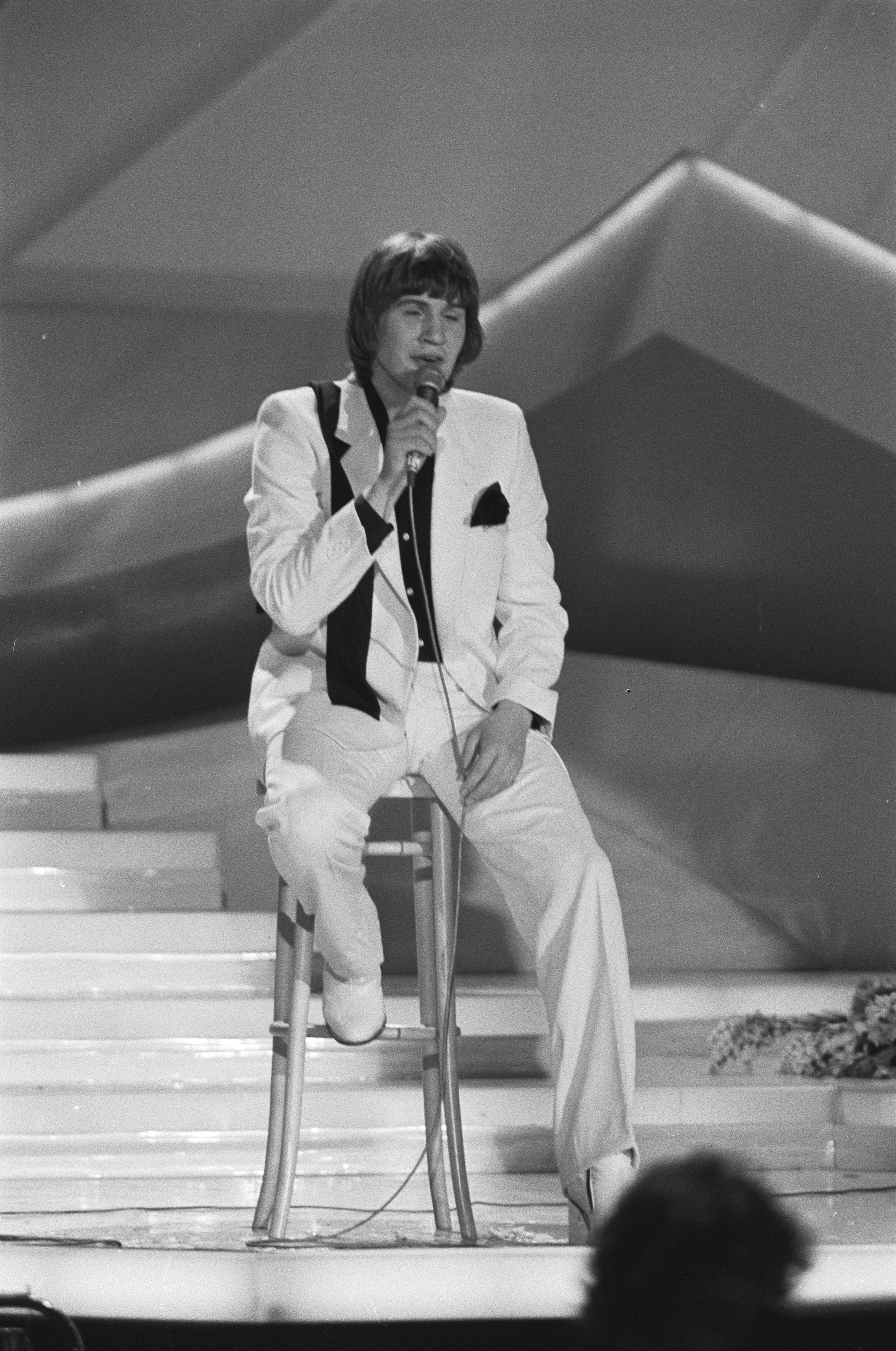
Johnny Logan won het Eurovisiesongfestival in 1980 voor de eerste keer met What's another year

Hoewel Ierland in 1982 voor het eerst sinds tien jaar niet in de top 10 belandde, en zich in 1983 zelfs helemaal terugtrok vanwege financiële problemen en stakingen bij de RTÉ, verliepen de jaren 80 voor de Ieren toch zeer succesvol op het Eurovisiesongfestival: het land eindigde zeven keer bij de beste tien. Noemenswaardige resultaten werden bereikt in 1981 met de meidengroep Sheeba (waar ook de in 1973 afgevaardigde Maxi deel van uitmaakte), en in 1986 met de Noord-Ierse band Luv Bug; beide kwamen terecht in de top vijf. Het decennium werd door Ierland vooral gekleurd met twee songfestivaloverwinningen en een tweede plaats in 1984. Deze wapenfeiten waren allen te danken aan één man: Johnny Logan. 

### Johnny Logan
Logan deed voor het eerst van zich spreken in 1980. Tien jaar na de eerste Ierse overwinning, zorgde hij voor een tweede Ierse songfestivalzege met het lied What's another year. Hij kreeg 143 punten, vijftien punten meer dan de Duitse zangeres Katja Ebstein. Logan, die na de puntentelling overmand raakte door emoties, kon tijdens de herhaling van zijn lied de hoge noten niet meer halen; in plaats daarvan snikte hij: I love you Ireland! 
Vier jaar later, in 1984, keerde Logan terug naar het songfestival, ditmaal als schrijver en componist van het door Linda Martin gezongen lied Terminal 3. Het eindigde op de tweede plaats, met acht punten achterstand op het winnende Zweden. 
In 1987 stond Logan zelf weer achter de microfoon. Als voormalig winnaar werd hij door de Ieren ingezet om het songfestival nogmaals te winnen en bracht hij in Brussel zijn zelfgeschreven lied Hold me now. Tot zijn eigen verrassing overtrof hij hiermee het succes van zijn eerdere inzendingen; Logan kreeg 172 punten en zegevierde, zeven jaar na zijn eerste overwinning, opnieuw. Ook ditmaal wist hij zijn emoties niet te bedwingen en riep hij tijdens zijn toegift: I still love you Ireland! Tot 2023 was Johnny Logan de enige artiest die het songfestival twee keer heeft gewonnen. Loreen uit Zweden heeft het songfestival ook 2 keer gewonnen. Het leverde hem in verschillende Europese landen de bijnaam Mister Eurovision op. Tijdens de in 2005 gehouden jubileumshow Congratulations: 50 Jaar Eurovisiesongfestival eindigde Hold me now op de derde plaats van populairste songfestivalliedjes aller tijden. What's another year eindigde op de twaalfde plaats.

## Jaren 90
Nadat Ierland in 1989 de plank volledig had misgeslagen en niet verder was gekomen dan een teleurstellende 18de plaats, kwam het land in 1990 sterk terug dankzij Liam Reilly. Zijn lied Somewhere in Europe behaalde samen met Frankrijk een gedeelde tweede plaats, 17 punten achter Italië. Een jaar later was Reilly eveneens verantwoordelijk voor de Ierse inzending, als tekstschrijver en componist van het lied Could it be that I'm in love, uitgevoerd door Kim Jackson. Ditmaal bleek de tiende plaats het hoogst haalbare.

### Driemaal winst

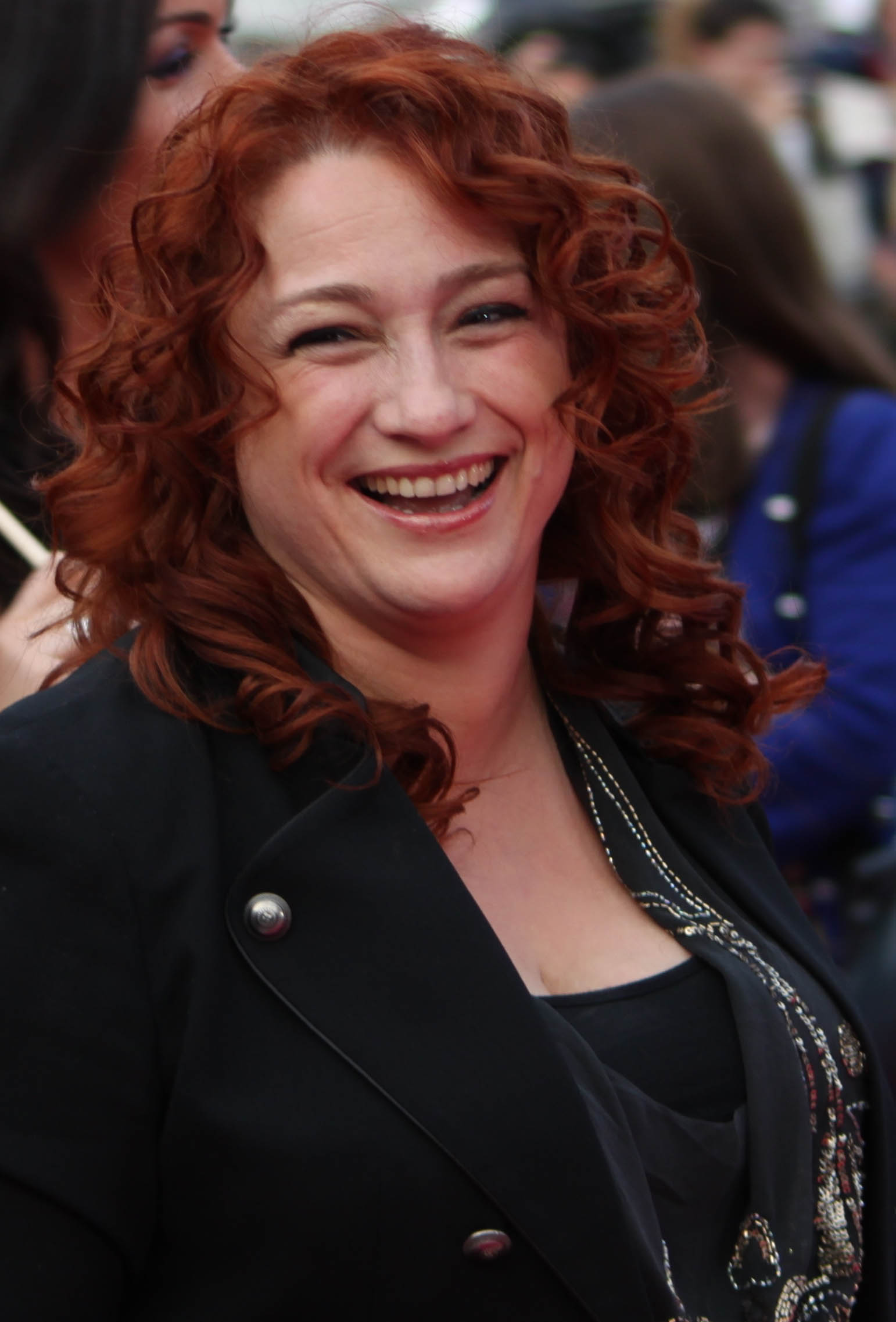
Niamh Kavanagh won het Eurovisiesongfestival in 1993 met In your eyes

In 1992 stuurden de Ieren wederom Linda Martin naar het Eurovisiesongfestival, die in 1984 al zeer succesvol was geweest. Ze trad in Stockholm aan met het lied Why me?, dat net als haar eerdere inzending geschreven was door Johnny Logan. Het nummer viel zeer in de smaak bij de vakjury's en versloeg bij de puntentelling alle andere landen, waaronder de grote Britse favoriet Michael Ball. Het betekende voor Ierland de vierde songfestivaloverwinning, en de derde voor Johnny Logan, een unicum. Het lied werd een hit in diverse Europese landen.
In 1993 mocht zangeres Niamh Kavanagh op eigen bodem de Ierse eer verdedigen met het lied In your eyes. Hiermee was Ierland wederom een van de kanshebbers op de overwinning, en tijdens de bloedstollende puntentelling streed het samen met het Verenigd Koninkrijk om de eerste plaats. Pas bij de allerlaatste punten die werden gegeven, de 12 punten van  Malta, werd duidelijk dat Kavanagh de winnares van de avond was. Het was de vierde keer in de geschiedenis van het songfestival dat een land tweemaal op rij zegevierde.
Het Eurovisiesongfestival kwam in 1994 voor het tweede jaar op rij naar Ierland. Het gastland werd vertegenwoordigd door pianist Paul Harrington en gitarist Charlie McGettigan, die samen de ballade Rock 'n' roll kids brachten. Aangezien het songfestival nooit eerder gewonnen was door een mannelijk duo, geloofden sommigen dat Ierland met deze inzending expres een derde overwinning op rij wilde voorkomen; de Ieren zouden het songfestival vanwege de hoge kosten niet nogmaals willen organiseren. Desondanks maakte het duo indruk; het lied werd dermate goed uitgevoerd, dat Europa er eigenlijk niet omheen kon. Met 60 punten voorsprong op de nummer 2, sleepte Ierland wederom de overwinning binnen. Het was de zesde Ierse zege op het Eurovisiesongfestival, een recordaantal. Bovendien wist tot op heden geen enkel ander land het Eurovisiesongfestival driemaal achter elkaar op zijn naam te schrijven. Legendarisch tijdens deze editie was tevens de intervalact: Riverdance, dat een enorme populariteit verwierf en uitgroeide tot een wereldwijd succes.
In 1995 ontstonden er twijfels of de RTÉ wel over de financiën beschikte om het Eurovisiesongfestival voor een derde maal op rij te organiseren. De Britse omroep BBC bood hierop zijn hulp aan, en stelde een samenwerking voor waarbij het songfestival zou plaatsvinden in de Noord-Ierse hoofdstad Belfast. Uiteindelijk besloot Ierland het festival echter toch weer op zich te nemen, waarbij het van de EBU de garantie kreeg dat het, in het geval van een vierde overwinning op rij, niet nogmaals als gastheer zou hoeven fungeren. Tot opluchting van de RTÉ deed Eddie Friel, die namens Ierland aantrad met het lied Dreamin', wat stiekem van hem verwacht werd: het songfestival verliezen. Na drie Ierse gloriejaren, was het nu Noorwegen dat als winnaar uit de bus kwam, terwijl Ierland dankzij Friel niet verder kwam dan een zeer matige 14de plaats.

### Eimear Quinn
Op het songfestival van 1996 in de Noorse hoofdstad Oslo kwam Ierland uit met de jonge zangeres Eimear Quinn. Haar lied The voice, een ballade met traditionele Keltische invloeden, was geschreven en gecomponeerd door Brendan Graham, die ook verantwoordelijk was geweest voor het winnende Rock 'n' roll kids in 1994. Tijdens de puntentelling werd al gauw duidelijk dat de Europese jury's onder de indruk waren van de inzending; Quinn kreeg verreweg de meeste punten, en dus won Ierland het songfestival voor de vierde keer in vijf jaar tijd, en voor de zevende keer in totaal; een historisch unicum. Het publiek was echter minder content met de zoveelste Ierse zege; bij het afsluiten van de show, had een deel van het publiek de zaal al verlaten. Er heerste veel kritiek op de jury's, die wederom voor Ierland hadden gekozen en een voorkeur leken te hebben voor enigszins oubollige ballades. De EBU zag ook in dat het imago van het songfestival opgepoetst diende te worden en pleitte voor een eigentijdsere aanpak. Het leidde uiteindelijk tot een forse herziening van het jureringssysteem, waarbij televoting werd geïntroduceerd.
Sinds 1996 hebben de Ieren het Eurovisiesongfestival niet meer weten te winnen. In 1997 sleepte Marc Roberts namens Ierland nog wel een tweede plaats in de wacht met Mysterious woman, echter op grote afstand van de winnaars Katrina & the Waves. In 1998 werd Dawn Martin negende.

## 2000 tot 2020
Na de millenniumwisseling kreeg Ierland het moeilijker op het Eurovisiesongfestival. Het tanende succes was vooral te wijten aan het feit dat er steeds meer deelnemende landen bij kwamen, en tegelijkertijd de vrije taalregel heringevoerd was en de televoting werd geïntroduceerd. In 2000 zorgde zanger Eamonn Toal nog wel voor een mooie zesde plaats met Millennium of love, maar hierna waren de gouden jaren voor Ierland definitief voorbij. Dat werd vooral gemarkeerd door Gary O'Shaughnessy, die in 2001 namens de Ieren naar Kopenhagen mocht, maar daar met slechts 6 punten onderuit ging en op de 21 plaats strandde. Nooit eerder had Ierland op het songfestival een dergelijke afgang meegemaakt, en het betekende bovendien dat de Ieren in 2002 niet aan het songfestival mee mochten doen.
In 2004 werd de halve finale op het Eurovisiesongfestival ingevoerd. Ierland deed hier in 2005 voor het eerst aan mee met broer en zus Donna & Joe, maar presteerde teleurstellend; hun lied Love? kwalificeerde zich niet voor de finale. Een jaar later lukte Brian Kennedy dat wel. Hij wist in de finale zelfs op de tiende plaats te eindigen, en zette met zijn ballade Every song is a cry for love bovendien een mijlpaal neer: het was het duizendste liedje dat op het Eurovisiesongfestival werd opgevoerd sinds de start van het liedjesfestijn in 1956.

### Dustin the Turkey

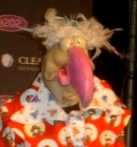
Dustin the Turkey baarde opzien als de Ierse inzending in 2008

Kennedy's top 10-notering was goed genoeg voor Ierland om de halve finale in 2007 te mogen overslaan. De groep Dervish werd naar Helsinki gestuurd en trad direct in de finale aan met They can't stop the spring, een lied met traditionele invloeden. Het werd een deceptie: behalve vijf punten van Albanië had geen enkel land punten voor de inzending over, en Ierland strandde voor het eerst in de geschiedenis op de allerlaatste plaats. De ontgoocheling in Ierland was groot. Critici veroordeelden de televoting, die in hun ogen oneerlijk was, en riepen op om het songfestival definitief de rug toe te keren. Anderen legden de schuld bij het ouderwetse karakter van de Ierse inzendingen; vaak bleef het land trouw aan de ballade, de muziekstijl die de Ieren al veel glorie had bezorgd, maar intussen werd er vooral goed gescoord door landen met uptempo nummers, opvallende outfits en veel choreografie. Zo was het songfestival in 2006 gewonnen door Lordi, een stel monsters uit Finland, en in 2007 was de excentrieke travestiet Verka Serduchka uit Oekraïne op de tweede plaats beland. Het teleurgestelde Ierland besefte dat het roer om moest en koos in 2008 voor een ludieke vorm van protest. Als Europa kermis wilde, dan kon het kermis krijgen; het land liet zich in Belgrado vertegenwoordigen door de televisiepop Dustin the Turkey, een kalkoengier die al vele jaren populariteit genoot op de Ierse televisie. Zijn opzwepende nummer Irelande douze pointe was een regelrechte parodie op het Eurovisiesongfestival van die jaren, waarin het steeds meer draaide om een gelikte en spetterende show in plaats van de zang of de tekst. Reeds voorafgaand aan het songfestival groeide Dustin uit tot wereldnieuws; het was zeker de opvallendste act die ooit aan het liedjesfestijn had meegedaan. Ook het NOS Journaal berichtte over de Ierse inzending. Ondertussen ontstonden er verhitte discussies tussen voor- en tegenstanders van dergelijke, komisch bedoelde, acts op het Eurovisiesongfestival. Sommigen vreesden dat de aantrekkingskracht van het songfestival verloren zou gaan en zagen zelfs het voortbestaan ervan bedreigd worden. De EBU had ook zijn bedenkingen en overwoog al te uitbundige kermisinzendingen in het vervolg te verbieden. Desondanks stond Ierland met zijn kalkoengier in alle peilingen wel hoog genoteerd. Dustin werd gezien als een van de kanshebbers op de eindoverwinning, maar uiteindelijk bleek het tegendeel waar: in de halve finale bleven de Ieren steken op de 15e plek, niet genoeg om door te gaan naar de finale.

### Jedward

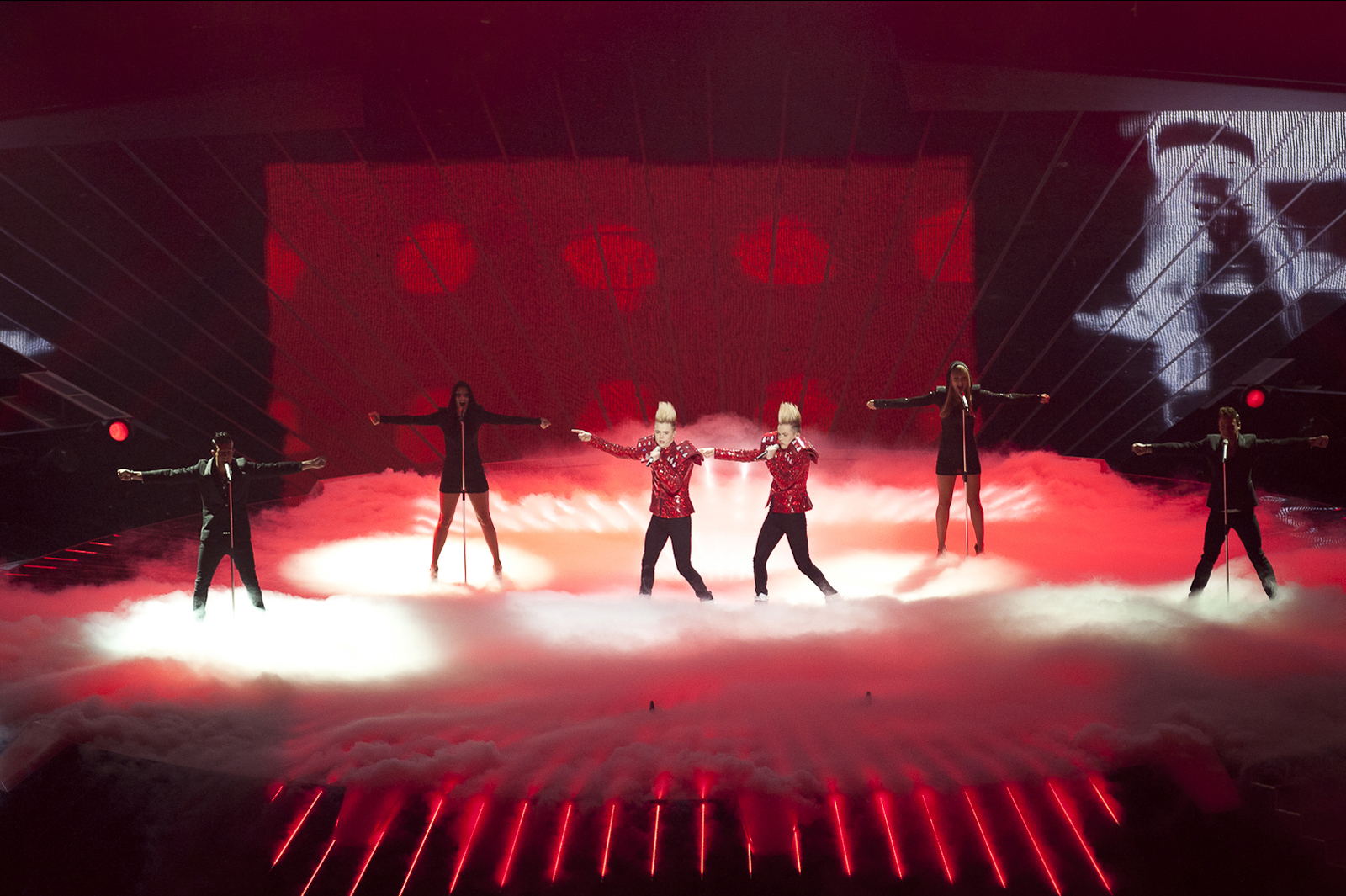
Jedward op het Eurovisiesongfestival 2011

Nadat Ierland de finale ook in 2009 aan zich voorbij had zien gaan, wist het in 2010 een oudgediende te strikken om naar Oslo af te reizen. Niamh Kavanagh, winnares in 1993, ging de uitdaging aan om Ierland weer eens een topresultaat te bezorgen. Ze trad aan met het lied It's for you, maar wist haar zege van 17 jaar eerder niet te herhalen: ze haalde slechts met de hakken over de sloot de finale, en eindigde daar als 23ste. In 2011 boekte Ierland veel meer succes met de identieke tweeling Jedward, die vooral opviel door hun rechtopstaande blonde kuiven. De energieke uitvoering van hun nummer Lipstick bracht hen naar de achtste plaats in de finale, het beste Ierse resultaat sinds elf jaar. Door dit succes mocht Jedward ook in 2012 naar het Eurovisiesongfestival. Opvallend, want het was nog niet eerder voorgekomen dat een artiest twee keer achter elkaar voor Ierland uitkwam. Ditmaal bracht de tweeling het nummer Waterline, maar het kreeg echter veel minder punten dan Lipstick en kwam niet verder dan de 19de plaats.
Ook in 2013 kwalificeerden de Ieren zich voor de finale, vertegenwoordigd door zanger Ryan Dolan met Only love survives. In de finale kreeg Dolan echter maar vijf punten en strandde daarmee op de laatste plaats. Het was de tweede keer in de geschiedenis dat Ierland als laatste eindigde. Vanaf 2014 werd Ierland vier jaar op rij uitgeschakeld in de halve finales. Dat gebeurde in 2014 met Can-linn en Kasey Smith, in 2015 met Molly Sterling, in 2016 met Nicky Byrne en in 2017 met Brendan Murray. In 2018 slaagde Ryan O'Shaughnessy er wel in om namens Ierland een plaats in de finale te behalen, maar zijn ballad Together werd daar slechts 16de. Een nieuw dieptepunt voor de Ieren volgde in 2019, toen Sarah McTernan allerlaatste werd in de halve finale.

## 2020 en verder
In 2020 zou Ierland vertegenwoordigd worden door Lesley Roy met het lied Story of my life. Vanwege de coronapandemie ging het festival dat jaar echter niet door, waarna de Ierse omroep besloot om Roy in 2021 een tweede kans te gunnen. Haar nummer voor dat jaar kreeg de titel Maps, een inzending waarmee Ierland, net als in 2019, op de laatste plaats van de halve finale belandde. Een nieuwe poging tot succes, in 2022 ondernomen door zangeres Brooke, draaide eveneens uit op een flop: ook zij wist niet door te dringen tot de finale en bleef steken op een vijftiende plek in de tweede halve finale. Ook in 2023 werd de finale niet gehaald, met een twaalfde plek in de halve finale.
In 2024 werd hier echter verandering ingebracht. Bambie Thug won de nationale finale, en steeg in de loop naar het festival bij de bookmakers. Hen werd derde in de eerste finale, en daardoor stond Ierland voor het eerst sinds 2018 in de finale. Uiteindelijk werd Bambie Thug zesde, wat de eerste top-tien notering is sinds 2011.

## Ierse deelnames
| Jaar | Artiest                                | Titel                               | Fin. | Ptn. | Semi | Ptn. | Taal   |
| ---- | -------------------------------------- | ----------------------------------- | ---- | ---- | ---- | ---- | ------ |
| 1965 | Butch Moore                            | I'm walking the streets in the rain | 6    | 11   |      |      | Engels |
| 1966 | Dickie Rock                            | Come back to stay                   | 4    | 14   |      |      | Engels |
| 1967 | Sean Dunphy                            | If I could choose                   | 2    | 22   |      |      | Engels |
| 1968 | Pat McGeegan                           | Chance of a lifetime                | 4    | 18   |      |      | Engels |
| 1969 | Muriel Day                             | The wages of love                   | 7    | 10   |      |      | Engels |
| 1970 | Dana                                   | All kinds of everything             | 1    | 32   |      |      | Engels |
| 1971 | Angela Farrell                         | One day love                        | 11   | 79   |      |      | Engels |
| 1972 | Sandie Jones                           | Ceol on ghrá                        | 15   | 72   |      |      | Iers   |
| 1973 | Maxi                                   | Do I dream?                         | 10   | 80   |      |      | Engels |
| 1974 | Tina Reynolds                          | Cross your heart                    | 7    | 11   |      |      | Engels |
| 1975 | The Swarbriggs                         | That's what friends are for         | 9    | 68   |      |      | Engels |
| 1976 | Red Hurley                             | When                                | 10   | 54   |      |      | Engels |
| 1977 | The Swarbriggs Plus Two                | It's nice to be in love again       | 3    | 119  |      |      | Engels |
| 1978 | Colm Wilkinson                         | Born to sing                        | 5    | 86   |      |      | Engels |
| 1979 | Cathal Dunne                           | Happy man                           | 5    | 80   |      |      | Engels |
| 1980 | Johnny Logan                           | What's another year                 | 1    | 143  |      |      | Engels |
| 1981 | Sheeba                                 | Horoscopes                          | 5    | 105  |      |      | Engels |
| 1982 | The Duskeys                            | Here today, gone tomorrow           | 11   | 49   |      |      | Engels |
| 1984 | Linda Martin                           | Terminal 3                          | 2    | 137  |      |      | Engels |
| 1985 | Maria Christian                        | Wait until the weekend comes        | 6    | 91   |      |      | Engels |
| 1986 | Luv Bug                                | You can count on me                 | 4    | 96   |      |      | Engels |
| 1987 | Johnny Logan                           | Hold me now                         | 1    | 172  |      |      | Engels |
| 1988 | Jump the Gun                           | Take him home                       | 8    | 79   |      |      | Engels |
| 1989 | Kiev Connolly & The Missing Passengers | The real me                         | 18   | 21   |      |      | Engels |
| 1990 | Liam Reilly                            | Somewhere in Europe                 | 2    | 132  |      |      | Engels |
| 1991 | Kim Jackson                            | Could it be that I'm in love        | 10   | 47   |      |      | Engels |
| 1992 | Linda Martin                           | Why me?                             | 1    | 155  |      |      | Engels |
| 1993 | Niamh Kavanagh                         | In your eyes                        | 1    | 187  |      |      | Engels |
| 1994 | Paul Harrington & Charlie McGettigan   | Rock 'n' roll kids                  | 1    | 226  |      |      | Engels |
| 1995 | Eddie Friel                            | Dreamin'                            | 14   | 44   |      |      | Engels |
| 1996 | Eimear Quinn                           | The voice                           | 1    | 162  |      |      | Engels |
| 1997 | Marc Roberts                           | Mysterious woman                    | 2    | 157  |      |      | Engels |
| 1998 | Dawn Martin                            | Is always over now?                 | 9    | 64   |      |      | Engels |
| 1999 | The Mullans                            | When you need me                    | 17   | 18   |      |      | Engels |
| 2000 | Eamonn Toal                            | Millennium of love                  | 6    | 92   |      |      | Engels |
| 2001 | Gary O'Shaughnessy                     | Without your love                   | 21   | 6    |      |      | Engels |
| 2003 | Mickey Harte                           | We've got the world                 | 11   | 53   |      |      | Engels |
| 2004 | Chris Doran                            | If my world stopped turning         | 23   | 7    | X    | X    | Engels |
| 2005 | Donna & Joe                            | Love?                               | X    | X    | 14   | 53   | Engels |
| 2006 | Brian Kennedy                          | Every song is a cry for love        | 10   | 93   | 9    | 79   | Engels |
| 2007 | Dervish                                | They can't stop the spring          | 24   | 5    | X    | X    | Engels |
| 2008 | Dustin the Turkey                      | Irelande douze pointe               | X    | X    | 15   | 22   | Engels |
| 2009 | Sinéad Mulvey & Black Daisy            | Et cetera                           | X    | X    | 11   | 52   | Engels |
| 2010 | Niamh Kavanagh                         | It's for you                        | 23   | 25   | 9    | 67   | Engels |
| 2011 | Jedward                                | Lipstick                            | 8    | 119  | 8    | 68   | Engels |
| 2012 | Jedward                                | Waterline                           | 19   | 46   | 6    | 92   | Engels |
| 2013 | Ryan Dolan                             | Only love survives                  | 26   | 5    | 8    | 54   | Engels |
| 2014 | Can-Linn feat. Kasey Smith             | Heartbeat                           | X    | X    | 12   | 35   | Engels |
| 2015 | Molly Sterling                         | Playing with numbers                | X    | X    | 12   | 35   | Engels |
| 2016 | Nicky Byrne                            | Sunlight                            | X    | X    | 15   | 46   | Engels |
| 2017 | Brendan Murray                         | Dying to try                        | X    | X    | 13   | 86   | Engels |
| 2018 | Ryan O'Shaughnessy                     | Together                            | 16   | 136  | 6    | 179  | Engels |
| 2019 | Sarah McTernan                         | 22                                  | X    | X    | 18   | 16   | Engels |
| 2021 | Lesley Roy                             | Maps                                | X    | X    | 16   | 20   | Engels |
| 2022 | Brooke                                 | That's rich                         | X    | X    | 15   | 47   | Engels |
| 2023 | Wild Youth                             | We are one                          | X    | X    | 12   | 10   | Engels |
| 2024 | Bambie Thug                            | Doomsday blue                       | 6    | 278  | 3    | 124  | Engels |
| 2025 | Emmy                                   | Laika party                         | X    | X    | 13   | 28   | Engels |

## Punten
In de periode 1965-2025. Punten uit halve finales zijn in deze tabellen niet meegerekend.
| Plaats | Land                | Punten |
| ------ | ------------------- | ------ |
| 1      | Verenigd Koninkrijk | 274    |
| 2      | Zweden              | 244    |
| 3      | Frankrijk           | 194    |
| 4      | Noorwegen           | 180    |
| 5      | Duitsland           | 174    |

| Plaats | Land                | Punten |
| ------ | ------------------- | ------ |
| 1      | Verenigd Koninkrijk | 270    |
| 2      | Zweden              | 231    |
| 3      | Zwitserland         | 192    |
| 4      | Oostenrijk          | 177    |
| 5      | Noorwegen           | 174    |

### Twaalf punten gegeven aan Ierland
| Aantal | Land                  | Wanneer                                  |
| ------ | --------------------- | ---------------------------------------- |
| 7      | Verenigd Koninkrijk   | 1977, 1980, 1987, 1993, 1997, 2003, 2011 |
| 6      | Zweden                | 1977, 1984, 1987, 1990, 1993, 2011       |
| 6      | Zwitserland           | 1980, 1984, 1987, 1993, 1994, 1996       |
| 5      | Italië                | 1976, 1984, 1985, 1987, 1993             |
| 5      | Noorwegen             | 1977, 1978, 1980, 1993, 1994             |
| 4      | België                | 1975, 1980, 1984, 1987                   |
| 4      | Denemarken            | 1980, 1981, 1986, 2011                   |
| 3      | Nederland             | 1987, 1994, 1996                         |
| 3      | Oostenrijk            | 1986, 1987, 1990                         |
| 2      | Duitsland             | 1980, 1994                               |
| 2      | Griekenland           | 1980, 1992                               |
| 2      | Malta                 | 1992, 1993                               |
| 2      | Slovenië              | 1993, 1996                               |
| 2      | Spanje                | 1986, 1988                               |
| 2      | Turkije               | 1992, 1996                               |
| 1      | Australië             | 2024 (j)                                 |
| 1      | Bosnië en Herzegovina | 1996                                     |
| 1      | Cyprus                | 1981                                     |
| 1      | Estland               | 1996                                     |
| 1      | Finland               | 1987                                     |
| 1      | IJsland               | 1994                                     |
| 1      | Israël                | 1977                                     |
| 1      | Kroatië               | 1994                                     |
| 1      | Litouwen              | 1999                                     |
| 1      | Polen                 | 1996                                     |
| 1      | Portugal              | 1994                                     |
| 1      | Rusland               | 1994                                     |

### Twaalf punten gegeven door Ierland
(Vetgedrukte landen waren ook de winnaar van dat jaar.)
| Jaar | Land          | Jaar | Land                | Jaar | Land                    | Jaar | Land                        |
| ---- | ------------- | ---- | ------------------- | ---- | ----------------------- | ---- | --------------------------- |
| 1975 | Frankrijk     | 1989 | Joegoslavië         | 2003 | Noorwegen               | 2017 | België (j) Roemenië (t)     |
| 1976 | Italië        | 1990 | Italië              | 2004 | Zweden                  | 2018 | Cyprus (j) Litouwen (t)     |
| 1977 | Finland       | 1991 | Malta               | 2005 | Letland                 | 2019 | Zweden (j) Noorwegen (t)    |
| 1978 | België        | 1992 | Oostenrijk          | 2006 | Litouwen                | 2021 | Frankrijk (j) Litouwen (t)  |
| 1979 | Israël        | 1993 | Nederland           | 2007 | Litouwen                | 2022 | Spanje (j) Oekraïne (t)     |
| 1980 | Zwitserland   | 1994 | Hongarije           | 2008 | Letland                 | 2023 | Zweden (j) Finland (t)      |
| 1981 | Zwitserland   | 1995 | Zweden              | 2009 | IJsland                 | 2024 | Zwitserland (j) Kroatië (t) |
| 1982 | Duitsland     | 1996 | Zweden              | 2010 | Denemarken              | 2025 | Oostenrijk (j) Polen (t)    |
| 1983 | Geen deelname | 1997 | Verenigd Koninkrijk | 2011 | Denemarken              |      |                             |
| 1984 | Zweden        | 1998 | Malta               | 2012 | Zweden                  |      |                             |
| 1985 | Noorwegen     | 1999 | Slovenië            | 2013 | Denemarken              |      |                             |
| 1986 | België        | 2000 | Denemarken          | 2014 | Oostenrijk              |      |                             |
| 1987 | Italië        | 2001 | Denemarken          | 2015 | Letland                 |      |                             |
| 1988 | Luxemburg     | 2002 | Geen deelname       | 2016 | België (j) Litouwen (t) |      |                             |

(j) = vakjury; (t) = televoting
1965 · 1966 · 1967 · 1968 · 1969 · 1970 · 1971 · 1972 · 1973 · 1974 · 1975 · 1976 · 1977 · 1978 · 1979 · 1980 · 1981 · 1982 · 1983 · 1984 · 1985 · 1986 · 1987 · 1988 · 1989 · 1990 · 1991 · 1992 · 1993 · 1994 · 1995 · 1996 · 1997 · 1998 · 1999 · 2000 · 2001 · 2002 · 2003 · 2004 · 2005 · 2006 · 2007 · 2008 · 2009 · 2010 · 2011 · 2012 · 2013 · 2014 · 2015 · 2016 · 2017 · 2018 · 2019 · 2020 · 2021 · 2022 · 2023 · 2024 · 2025